# Stylidium miniatum
Stylidium miniatum är en tvåhjärtbladig växtart som beskrevs av Mildbraed. Stylidium miniatum ingår i släktet Stylidium och familjen Stylidiaceae. Inga underarter finns listade i Catalogue of Life.